# Canottaggio agli VIII Giochi del Mediterraneo
Le gare di canottaggio agli VIII Giochi del Mediterraneo si sono svolti a Spalato in Jugoslavia nel 1979. Hanno previsto 8 eventi, tutti maschili.

## Podi

### Uomini
| Evento                 | Oro | Perform. | Argento | Perform. | Bronzo | Perform. |
| Singolo (dettagli)     | Milorad Stanulov | 8'16"92  | Didier Gallet | 8'24"92  | Constantin Kontomanolis | 8'25"86  |
| 2 di coppia (dettagli) | Francia Marc Bordoux Denis Gate | 7'31"81  | Jugoslavia Dusan Jurse Darko Zibar | 7'40"12  | Italia Fabrizio Biondi Annibale Venier | 7'45"52  |
| 2 senza (dettagli)     | Italia Antonio Baldacci Franco Valtorta                                                                                              | 7'52"17  | Francia Dominique Lecointe Jean Claude Roussel | 7'57"51  | Jugoslavia Boris Peovic Mirko Ivancic | 7'59"77  |
| 2 con (dettagli)       | Duško Mrduljaš Zlatko Celent Josip Reić                                                                                              | 8'00"50  | Giuseppe Abbagnale Antonio Dell’Aquila Giuseppe Di Capua                                                                                               | 8'13"13  | Yves Fraisse Pascal Garcia Gilles Grullier | 8'35"67  |
| 4 di coppia (dettagli) | Francia Roland Weill Charles Imbert Jean R. Peltier Christian Marquis                                                                | 6'32"12  | Jugoslavia Milan Arezina Zoran Pančić Dragan Obradovic Nikola Stefanovic                                                                               | 6'37"06  | Spagna Angel Saez Angel Viana José Montosa Fernando Climent                                                                                       | 6'41"49  |
| 4 senza (dettagli)     | Francia Jean Pierre Bremer Jean Claude Roussel Dominique Lecointe Nicolas Lourdaux                                                   | 6'57"26  | Italia Alberto Santilli Andrea Rocchegiani Paolo Zago Cristian Padula                                                                                  | 7'03"39  | Jugoslavia Darko Miksic Zdravko Huljav Milan Radecic Dragan Vujovic                                                                               | 7'17"31  |
| 4 con (dettagli)       | Gilbert Franz Frédéric Perkowski Jean Michel Izart Didier Nouzies Gilles Grullier                                                    | 7'07"65  | Janez Grbelja Stevo Macura Zdravko Gracin Ivo Despot Ante Ban                                                                                          | 7'09"39  | Marco Palma Enzo Borgonovi Antonio Di Criscienzo Ariosto Temporin Siro Meli                                                                       | 7'14"03  |
| Otto (dettagli)        | Jaime Masovila Luis Arteaga Manuel Bermudez Miguel Solano José Pardas Isidro Martin Salvador Verges Luis Lasurtegui Pedro Olasagasti | 5'58"81  | Dominique Basset Bernard Bruand Bernard Chevalier Serge Fornara Jacques Taborski Eric Baudino André Perrot Dominique Toubart Jean-Pierre Huguet-Balent | 6'04"26  | Bozidar Dordevic Dusan Kovacevic Miodrag Jankovic Srdan Radovanovic Dragoslav Jovanovic Vladimir Krstic Milorad Kenic Jovan Tesmanovic Sasa Mimic | 6'08"89  |

## Medagliere
| Posizione | Paese      | Oro | Argento | Bronzo | Totale |
| --------- | ---------- | --- | ------- | ------ | ------ |
| 1         | Francia    | 4   | 3       | 1      | 8      |
| 2         | Jugoslavia | 2   | 3       | 3      | 8      |
| 3         | Italia     | 1   | 2       | 2      | 5      |
| 4         | Spagna     | 1   | 0       | 1      | 2      |
| 5         | Grecia     | 0   | 0       | 1      | 1      |
| Totale    | Totale     | 8   | 8       | 8      | 32     |